# Принс-Джордж (Британська Колумбія)
Принс-Джордж (англ. Prince George) — місто з площею 318,26 км² у канадській провінції Британська Колумбія, яке розташоване в регіоні Фрейзер-Форт-Джордж. Місто налічує 71 273 мешканців (2011 р.) з густотою населення 226,1 ос./км². 

## Клімат
Місто знаходиться у зоні, котра характеризується вологим континентальним кліматом з теплим літом. Найтепліший місяць — липень із середньою температурою 15.8 °C (60.4 °F). Найхолодніший місяць — січень, із середньою температурою -7.9 °С (17.8 °F).
| Клімат Принс-Джорджа    | Клімат Принс-Джорджа | Клімат Принс-Джорджа | Клімат Принс-Джорджа | Клімат Принс-Джорджа | Клімат Принс-Джорджа | Клімат Принс-Джорджа | Клімат Принс-Джорджа | Клімат Принс-Джорджа | Клімат Принс-Джорджа | Клімат Принс-Джорджа | Клімат Принс-Джорджа | Клімат Принс-Джорджа | Клімат Принс-Джорджа |
| Показник                | Січ.                 | Лют.                 | Бер.                 | Квіт.                | Трав.                | Черв.                | Лип.                 | Серп.                | Вер.                 | Жовт.                | Лист.                | Груд.                | Рік                  |
| Абсолютний максимум, °C | 12,8                 | 12,8                 | 18,9                 | 29,7                 | 36                   | 33,9                 | 35,6                 | 33,4                 | 31,4                 | 25,2                 | 17,4                 | 11,7                 | 36                   |
| Середній максимум, °C   | −4                   | −0,4                 | 5,2                  | 11,2                 | 16,7                 | 20,2                 | 22,4                 | 22                   | 16,7                 | 9,4                  | 1                    | −3,5                 | 9,7                  |
| Середня температура, °C | −7,9                 | −5                   | −0,2                 | 5                    | 10,1                 | 13,8                 | 15,8                 | 15                   | 10,4                 | 4,5                  | −2,5                 | −7,2                 | 4,3                  |
| Середній мінімум, °C    | −11,7                | −9,6                 | −5,6                 | −1,1                 | 3,4                  | 7,3                  | 9,1                  | 8                    | 4                    | −0,5                 | −5,9                 | −10,9                | −1,1                 |
| Абсолютний мінімум, °C  | −50                  | −45                  | −37,8                | −25,6                | −8,3                 | −2,8                 | −1,7                 | −3,9                 | −12,2                | −26,5                | −41,7                | −45,6                | −50                  |
| Норма опадів, мм        | 52.9                 | 29.5                 | 29.7                 | 36                   | 49                   | 65.3                 | 62.1                 | 51.5                 | 56.3                 | 63.3                 | 55.3                 | 43.9                 | 594.9                |
| Днів з опадами          | 15,4                 | 12,8                 | 12,3                 | 10,2                 | 13,3                 | 16                   | 13,7                 | 13                   | 12,6                 | 15,2                 | 15,3                 | 16,3                 | 166                  |
| Днів з дощем            | 3,2                  | 3,6                  | 5,7                  | 8,6                  | 13,1                 | 15,2                 | 14,3                 | 13,1                 | 12,6                 | 14,6                 | 7                    | 2,6                  | 113,5                |
| Днів зі снігом          | 14,9                 | 10,9                 | 8,9                  | 3,5                  | 0,9                  | 0                    | 0                    | 0                    | 0,3                  | 3                    | 11,7                 | 15,1                 | 69,3                 |
| Вологість повітря, %    | 88                   | 85                   | 71                   | 67                   | 64                   | 67                   | 71                   | 74                   | 76                   | 80                   | 87                   | 91                   | 77                   |
| ----------------------- | -------------------- | -------------------- | -------------------- | -------------------- | -------------------- | -------------------- | -------------------- | -------------------- | -------------------- | -------------------- | -------------------- | -------------------- | -------------------- |
| Джерело: Weatherbase    |                      |                      |                      |                      |                      |                      |                      |                      |                      |                      |                      |                      |                      |